# Жизи
Жизи (фр. Gizy) насеље је и општина у североисточној Француској у региону Пикардија, у департману Ен (Пикардија) која припада префектури Лаон.
По подацима из 2011. године у општини је живело 681 становника, а густина насељености је износила 66,44 становника/km². Општина се простире на површини од 10,25 km². Налази се на средњој надморској висини од 77 метара (максималној 95 m, а минималној 69 m).

## Демографија
| 1962. | 1968. | 1975. | 1982. | 1990. | 1999. | 2011. |
| ----- | ----- | ----- | ----- | ----- | ----- | ----- |
| 505   | 516   | 519   | 695   | 652   | 662   | 681   |

График промене броја становника у току последњих година